# Iana Zvereva
Iana Aleksandrovna Zvereva (rusă Яна Александровна Зверева; n. 6 martie 1989, Tver) este o scrimeră rusă specializată pe spadă, dublă campioană mondială pe echipe în 2013 și 2014 și vicecampioană europeană pe echipe în 2004. A cucerit medalia de argint la Jocurile Europene din 2015 după ce a fost învinsă în finală de românca Ana Maria Brânză. 

## Legături externe
- ru  Profil la Federația Rusă de Scrimă
- en  Profil Arhivat în 24 septembrie 2015, la Wayback Machine. la Confederația Europeană de Scrimă